# ひもかわ

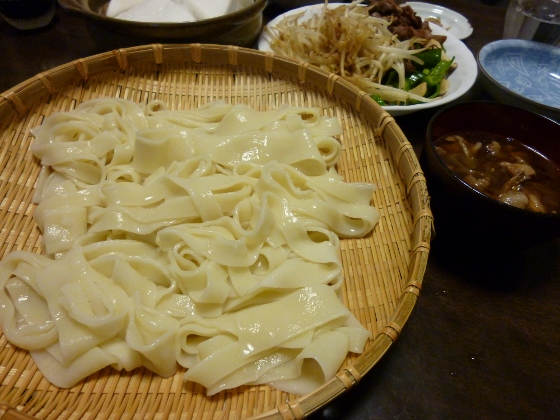
ひもかわうどん（幅 およそ1.5cmのもの）

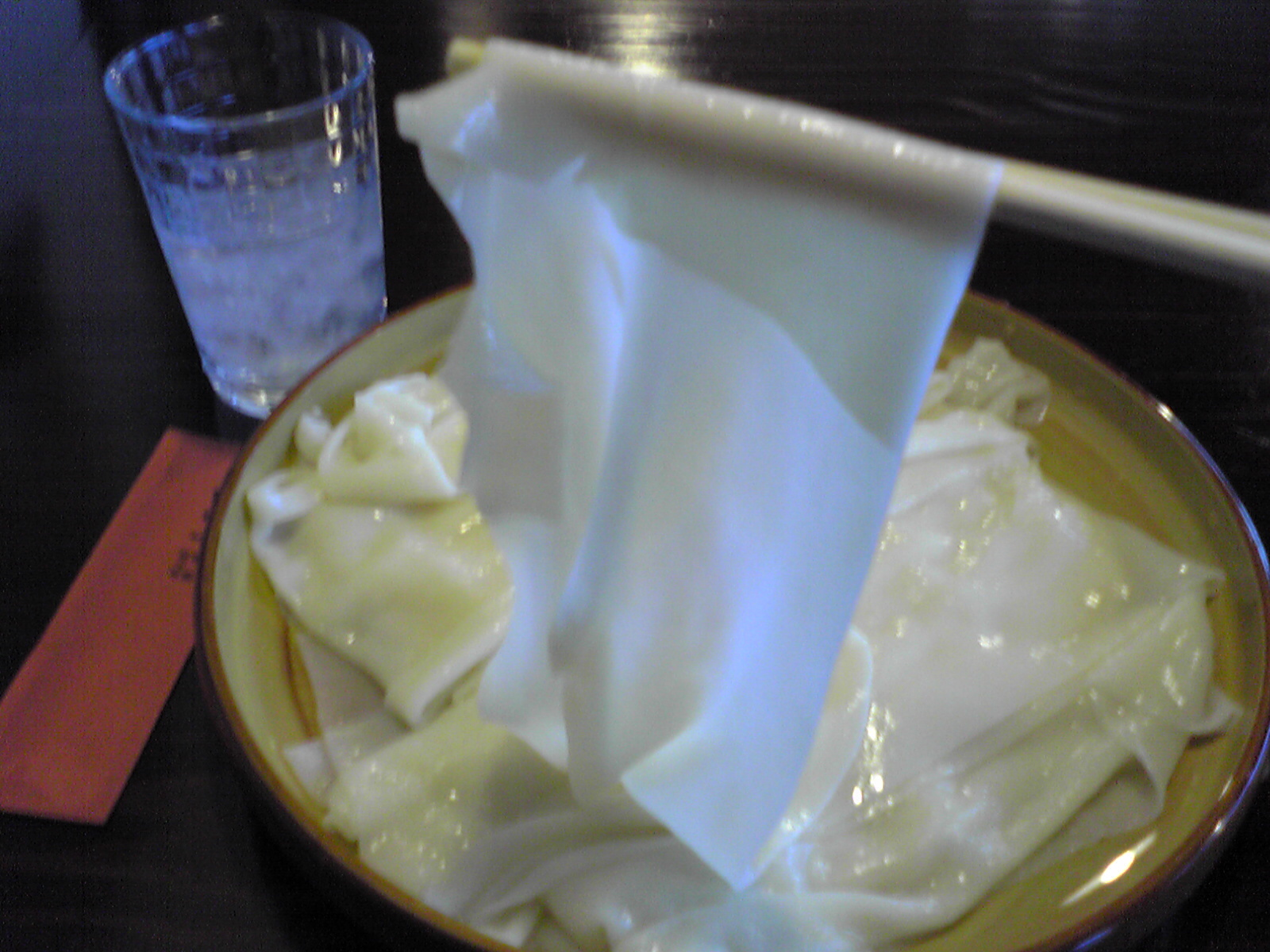
ひもかわうどん

ひもかわまたはひもかわうどんとは、幅が広く薄い日本の麺、ならびにその麺を用いた料理である。

## 概要
一般的なうどんとは形が異なり、平たいことから平打ちうどん（ひらうちうどん）とも呼ばれる。麺の幅は5.0mmから15cmを超えるものまで様々なものが存在する。群馬県の桐生市では郷土料理のひとつとして扱われており、極端に長いものや幅が広いものが名物となっている。生地を薄く伸ばすので、うどんと比べると麺が長く、薄く平らなので茹でる時間が短い。水と小麦粉と塩を練って作る点はうどんと同じだが、うどんよりも平たく延ばすために途中で切れたり折れたりする場合がある。うどんと比較してコシは非常に弱く、表面は滑らかでつるりとしている。
平打ちうどんは日本のいくつかの地域で名称が異なるものがあり、代表的な例として、愛知県の「きしめん」や岡山県の「しのうどん」などのほか埼玉県鴻巣市の「こうのす川幅うどん」などもある。

## 規格
日本における乾燥ひもかわは日本農林規格（JAS規格）において定義される「干しめん」に分類される。「干しめん」は小麦粉・デンプン・食用植物油（めん帯又はめん線に塗付する場合に限る。）・食塩・抹茶及び粉末野菜を原材料とし、添加物の規定を遵守したものとされている。
内閣府令の『食品表示基準』によれば「干しめん」のうち、小麦粉に食塩と水を混ぜてよく練った生地にでん粉、食用油または小麦粉を塗付し、よりをかけながら引き伸ばして乾燥・熟成させ、めんを引き伸ばす過程を手作業で行う製法のものは「手延べ干しめん」に分類されている。
『食品表示基準』においては、原則的に「干しめん」「手延べ干しめん」と表示を行うことになっているが、以下の条件を満たしたものについては「ひもかわ」「手延べひもかわ」等の表示を行うことが可能である。幅が4 .5mm以上で、厚さが2mm以下の場合は「ひもかわ」「ひらめん」「きしめん」の表示が可能である。手延べ干しめんに該当する場合は「手延べひもかわ」「手延べきしめん」の表示が可能である。

## 歴史
起源については諸説あり、定かとはなっていない。
江戸時代の『東海道名所記』には三河（三河国）芋川の名物だとされており、『好色一代男』でも触れられている。また、國學院大學の加藤有次は「江戸時代、東海道・芋川（愛知県刈谷市）名物だった平打ちうどん」がひもかわのルーツとの説を唱えている。同地で作られていた平らなうどんは「芋川（いもかわ）うどん」と呼ばれ、江戸時代初期から同地の名物として知られていた。同時代に書かれた『嬉遊笑覧』には「江戸で言う“ひもかわうどん”の起源か?」とも記されている。江戸時代後期の江戸においては「ひもかわ」と呼ばれていたが、「ひもかわ」は芋川の訛りで、名古屋では「きしめん」と呼ばれていることが『守貞謾稿』に記述されている。ただし、この「芋川」という地名が、後年のいずれの地域にあたるかは諸説あり、今川町 (刈谷市)や今岡町（その事を記した木碑がある）、一里山町といった説がある。